# Luka Šnjarić
Luka Šnjarić (Čanak, 22. lipnja 1851. – Cluj-Napoca, 21. siječnja 1930.) bio je hrvatski general austrougarske vojske i jedan od posljednjih zapovjednika zagrebačkog XIII. korpusa.

## Životopis

### Vojna karijera
Rođen je kao sin graničara. Nakon pohađanja pukovnijske vojne škole u Otočcu 1870. raspoređen je kao vodnik u 1. pješačku graničarsku pukovniju. 1874. u činu poručnika služi kod 51. pješačke pukovnije. Kao ađutant pri pukovniji sudjeluje 1882. u suzbijanju nereda u Bosni i Hercegovini. 1899. – 1904. služio je pri bosanskohercegovačkoj 4. pješačkoj pukovniji, gdje je znatno povećao broj pripadnika. 1903. postaje potporučnik, 1906. potpukovnik a 1907. zapovjednik 2. bh. pješ. puk. 1909. postao je zapovjednik žandarmerije u BiH, a 1911. dobio je čin general-majora.

### Prvi svjetski rat
U rujnu 1914. bio je na čelu vlastite brigade u sklopu 6. armije i XVI korpusa. Njegova kombinirana brigada provela je tri tjedna u rujnu 1914. pripremajući redove rovova jugoistočno od Boranskih planina. Krajem 4. tjedna rujna, zapovjednik armije Potiorek dao je naredbu za povlačenje XV. i XVI. korpusa na ovu novu liniju, koja je pratila desetke brda bliže Drini i opskrbnim putevima u Bosni. Zatim je iz Višegrada koordinirao obranu jugoistočne Bosne.
Vrlo brzo je stekao strašnu reputaciju hladnokrvne okrutnosti tijekom prve ofenzive protiv Srbije. Njegova brigada, koja je bila postrojba za podršku, bila je slabo povezana i podosta neuređena, a Šnjarićeva nemogućnost provođenja zapovijedi među vojnicima bila je vrlo rano očita. Promaknut je u podmaršala 15. studenog 1914. U ožujku 1915. tijekom ofenzive na Rusiju postao je zapovjednik novoustrojene 59. pješačke divizije. U srpnju 1915. prebačen je s divizijom na Soču. U rujnu 1915. vratio se u Srijem te je ranjen kod Beograda. Nakon oporavka sudjelovao je s divizijom u osvajanju Srbije i Crne Gore.
Potom je u veljači 1916. postavljen za zapovjednika 42. domobranske pješačke divizije kod Dnjestra. Zbog Brusilovljeve ofenzive u lipnju 1916. Šnjarićeva divizija se raspala u potpunom neredu po prvi put u svojoj inače besprijekornoj povijesti. Masovna dezertiranja pred ruskim jurišem u Bukovini natjerala su Šnjarića na očajničko povlačenje s malim dijelom ljudi. Zajedno s cijelom 7. armijom 42. divizija je potisnuta natrag u Karpate. Naknadno je 42. domobranska divizija popunjena rezervama zbog velikih gubitaka. Kako bilo, Šnjarić je promaknut, prvo u glavnog inspektora pješačkih postrojbi u ožujku 1917., pa u generala pješaštva 1. svibnja 1918. U srpnju je otišao na odmor, no reaktiviran je u listopadu i postavljen za zapovjednika XIII. korpusa.

### Prevrat u Zagrebu
Narodno vijeće SHS uputilo je 26. listopada zapovijedajućim generalima u Hrvatskoj, Šnjariću i Mihaljeviću, upit hoće li što poduzimati ako Narodno vijeće prekine veze s Austro-Ugarskom, na što su odgovorili da ih veže zakletva caru i kralju te da moraju upitati Karla, na što ih je on odmah razriješio zakletve. 28. listopada Šnjarić javlja ministarstvu domobranstva u Budimpeštu da je položaj beznadan, a vojna situacija katastrofalna. Napominje da mu Osijek javlja da se tamošnji garnizon pobunio, Našice su u plamenu, a svugdje vladaju pljačka i palež. Napomenuo je i da je stav Vlade i Narodnog vijeća da bi jedino rješenje bilo slanje oružja i otpuštanje vojnika kućama, na što mu je ministarstvo telegrafski odgovorilo da otpuštanje ne dolazi u obzir.
Za 29. listopada 1918. je bio u Zagrebu sazvan Hrvatski sabor. Znalo se da će zastupnici odmah na prvoj sjednici zaključiti prijelom u vezama s Ugarskom i Austrijom. Kako bi se ovaj trenutak hrvatske povijesti manifestirao vanjskim načinom, na zagrebačkom Markovom trgu se sakupio silan svijet. Na trg su došli i hrvatski (većinom pričuvni) časnici, koji su 28. listopada sa svojih kapa poskidali stare austrougarske oznake i zamijenili ih hrvatskim. Veliko je oduševljenje zavladalo kada su se pojavile vojničke glazbe 25. domobranske i 53. zajedničke pukovnije, s kojima su došli vojnici i časnici. To je bio dokaz da su uz hrvatski narodni pokret pristali general pješaštva Luka Šnjarić i podmaršal Mihovil Mihaljević (Šnjarić je tada bio zapovjednik zajedničke vojske u Hrvatskoj, a Mihaljević domobranstva). Oni su se s čitavom oružanom silom stavili na raspolaganje Narodnom vijeću te su ušli u hrvatsku sabornicu gdje su ih zastupnici i narod na galerijama pozdravili s pljeskom i poklicima "Živjela narodna vojska!". Šnjarić je u sabornici sjeo kraj bana Antuna Mihalovića.

### Nakon Prvog svjetskog rata
Već 30. listopada Šnjarić je smijenjen i zamijenjen generalom Plivalićem, navodno jer se nije držao obaveza danih Narodnom vijeću. Posljednje godine života proveo je na svom imanju u Cluju, u Rumunjskoj, gdje je i umro 1930.